# Печенгское лесничество
Пе́ченгское лесничество — лесничество в пределах Кольского и Печенгского района, Мурманской области, Россия.
В составе лесничества, числятся: 3 участковых лесничества. Это — Никельское, Аллареченское и Лоттское, участковые лесничества.
Площадь лесничества составляет — 916632 га, четвёртое по площади в области.
Рельеф территории лесничества равнинный.

## Участковые лесничества
| № | Название лесничества |
| - | -------------------- |
| 1 | Никельское           |
| 2 | Аллареченское        |
| 3 | Лоттское             |